# Kole Calhoun
Kole Alan Calhoun (Tempe, Arizona, 14 de octubre de 1987), más conocido como Kole Calhoun, es un exjugador profesional estadounidense de béisbol que se desempeñó en la posición de jardinero derecho en las Grandes Ligas de Béisbol (MLB). Logró obtener un Guante de Oro.

## Carrera
Calhoun jugó como profesional ocho temporadas en Los Angeles Angels (2012-2019), después pasó a Arizona Diamondbacks (2020-2021), luego a Texas Rangers (2022), posteriormente a Cleveland Guardians, donde jugó una temporada (2023), y fue el equipo en el que se retiró.

## Premios
Fue galardonado con el Guante de Oro en una oportunidad (2015).